# Amo del Océano
El Amo del Océano (Orm Marius) (Inglés: Ocean Master) es un supervillano ficticio que aparece en los cómics estadounidenses publicados por DC Comics. Creado por Bob Haney y Nick Cardy, el personaje apareció por primera vez en Aquaman # 29 (septiembre de 1966). Es un archienemigo (segundo a la Manta Negra) de su medio hermano Arthur Curry, también conocido como Aquaman, y es comúnmente descrito como un adversario de la Liga de la Justicia, el equipo de superhéroes del cual su hermano es miembro fundador.
El personaje ha sido sustancialmente adaptado de los cómics a varias formas de medios, incluyendo la serie de televisión de dibujos animados Justice League, la película animada Justice League: Throne of Atlantis, y varios videojuegos relacionados con DC. El Amo del Oceano hizo su debut en vivo en la película del 2018 de DC Extended Universe, Aquaman, interpretado por el actor Patrick Wilson y será el villano de su hermano y seguirá usando su papel en la secuela Aquaman y el Reino Perdido (2023) peleando contra la Manta Negra.

## Biografía del personaje ficticio

### Pre-Crisis
Orm Curry era el medio hermano plenamente humano de Aquaman, el hijo de Tom Curry (el padre de Aquaman) y una mujer llamada Mary O'Sullivan. Creció a la sombra de su heroico medio hermano y resentía el hecho de que no tenía los poderes de Aquaman, siendo plenamente humano, y era ya un delincuente de poca monta cuando fue atacado con amnesia y olvidó todo acerca de su vida anterior, desapareciendo poco después.
Varios años más tarde, el auto-llamado Orm Marius reapareció como el Amo del Océano, un pirata de alta tecnología que inicialmente atacó barcos pero rápidamente pasó a causar desastres naturales a fin de tener al mundo de rehén. Aquaman y Aqualad fueron capturados por Amo del Océano, pero logró escapar. Aquaman fue entonces incapaz de luchar contra Amo del Océano después de haber visto detrás de su máscara y darse cuenta de que era su medio hermano Orm, aunque detuvo su plan.
En sus siguientes apariciones Amo del Océano, creyendo que Aquaman le tenía miedo, había decidido derrocar a Aquaman y usurpar su trono. Incapaz de sobrevivir bajo el agua, hizo un traje especial y un casco para ayudarle a respirar en el océano y se enfrentó con Aquaman muchas veces. Amo del Océano recuperó su memoria cuando Deadman tomó posesión de su cuerpo y desbloqueó los recuerdos de Orm en Aquaman #50 (marzo-abril de 1970), pero continuó conspirando contra su medio hermano.

### Post-Crisis
Los orígenes del Amo del Océano cambiaron tras la reinvención de Peter David de Aquaman. Él sigue siendo el medio hermano de Aquaman, pero como Aquaman ya no es el hijo de Thomas Curry, Orm es ahora el hijo de Atlan el mago (el verdadero padre de Aquaman) y una mujer iñupiaq.
Apareció por primera vez en el #3 de la miniserie Aquaman: Time and Tide (febrero de 1994), en el que Aquaman registra la historia de su vida. Este contó que uno de sus primeros encuentros con los humanos fue cuando rescató a una niña llamada Kako de un oso polar. Su familia eran todos tradicionalistas, a excepción de su primo Orm, que no tenía tiempo para las viejas costumbres. Cuando Kako y Arthur comenzaron una relación sexual, Orm la atacó en un arranque de celos. Aunque sobrevivió, ella no recordaba lo que le había sucedido.
Orm apareció en su traje de Amo del Océano en la próxima edición, que se ubica al principio de la carrera de Orin como Aquaman y su imperio de la Atlántida. Al igual que en la continuidad pre-Crisis, Amo del Océano desea el trono de la Atlántida, habiendo descubierto que su padre era un mago atlante. En este momento ni él ni Aquaman sabían de su relación, aunque Aquaman haría la conexión mientras registraba los eventos.
Durante la historia Underworld Unleashed, Amo del Océano comenzó a utilizar poderes místicos cuando vendió su alma a Nerón por un poderoso tridente que le dio un gran poder, pero causaba agonía si lo liberaba. Con esto, él conquistó la Ciudad de los Sueños, una nación de vástagos atlantes. Ha sido encontrado por Aquaman, que buscaba unir a todas las tribus de la Atlántida. Aquaman convenció a Amo del Océano que eran medio hermanos, sin embargo, la presión de esto causó que la mente de Orm se rompa.
Después de esto se unió brevemente a la Banda de la Injusticia de Lex Luthor, una contraparte "repleta de archienemigos" con los "Siete Grandes" de la Liga de la Justicia. También intentó agravar las tensiones entre la Atlántida y el país de la superficie de Cerdia.
Amo del Océano chocó con la LJA de nuevo cuando intentó reclamar los restos de la Atlántida tras la aparente muerte de Aquaman en Our Worlds At War.
Orm fue visto por última vez después de haber utilizado sus talentos místicos para alterar la realidad para que él fuera Aquaman y Orin fuera Amo del Océano. Como Aquaman, Orm mantuvo Sub Diego bajo su malvado gobierno. Sin embargo, el heroico Amo del Océano fue capaz de derrotarlo.
Las Crónicas de la Atlántida sugieren que los hermanos que luchan por la gobernación es un tema recurrente en la historia de la Atlántida.
En Aquaman: Sword of Atlantis, Amo del Océano ha esclavizado a los atlantes que sobrevivieron a la destrucción del Espectro de la Atlántida, y está usándolos para explotar materiales industriales para el mundo de la superficie.
En Infinite Crisis, Amo del Océano se convirtió en un miembro de la Sociedad Secreta de Supervillanos.
En Final Crisis, Amo del Océano va al círculo íntimo de la nueva Sociedad por Libra.

### The New 52
En The New 52 (el relanzamiento y retcon de 2011 de toda la serie de DC Comics), los orígenes del Amo del Océano son nuevamente revisados. De acuerdo con el asesor de la Atlántida Vulko, la reina de la Atlántida, Atlanna, dejó a su primer hijo, Arthur Curry, para vivir con su padre en el mundo de la superficie, protegiéndolo así de los efectos de la tiranía de la Atlántida. Atlanna es obligada a casarse con un miembro de la Guardia de la Atlántida y da a luz a su segundo hijo, Orm. Doce años más tarde, el padre de Orm es asesinado y Atlanna muere bajo circunstancias desconocidas, convirtiendo a Orm en el nuevo rey. Vulko acusa a Orm de matar a Atlanna, pero deja de producir pruebas y huye. Cuando Vulko es confrontado por Arthur (que está buscando la Atlántida), explica los orígenes de su hermano y le dice que él es el heredero legítimo del trono de la Atlántida, y por lo tanto, debe derrocar a Orm.
Orm es contactado al final por Aquaman, quien sospechaba que Orm es el atlante que contrató a Manta Negra para robar el cetro reliquia, un objeto de la Atlántida del poder de la tumba del Rey Muerto. Cuando el atlante recupera la reliquia, Aquaman cree que Orm está en la nave atlante y exige que se revele, pero la nave atlante escapa. Más tarde, Orm es visitado por Aquaman para preguntar si él tomó el cetro, pero Orm dice que no lo hizo, diciendo que si quería el cetro reliquia se lo pediría a Aquaman. También se revela que Aquaman permitió que Orm siga siendo el rey de la Atlántida, con la condición de que no iba a invadir el mundo de la superficie.
Durante la historia Throne of Atlantis, alguien sabotea un portaaviones y provoca que ataque la Atlántida. Creyendo estar bajo ataque desde la superficie, Orm lleva soldados atlantes para invadir el transporte y luego desatar la guerra en la superficie. Orm llega a Boston, atacando a los marinos y preguntando por su hermano, Aquaman. Aquaman se enfrenta a Orm e intenta hacerle recobrar el sentido, pero son interrumpidos por la Liga de la Justicia sin previo aviso. Aquaman defiende a su hermano, negándose a hacer que enfrente la extradición. Atacado en múltiples frentes, Orm electrocuta y encarcela a la Liga de la Justicia dentro de los capullos de agua. Él envía a la Liga de la Justicia a la llanura abisal, mientras intenta hundir la ciudad de Boston.
Mientras Orm y sus soldados atlantes ponen bombas en un intento de hundir la ciudad y se enfrentan a los superhéroes que Cyborg llamó como reservas, son atacados por una raza de criaturas marinas conocidas como la Zanja. Después de que la Liga de la Justicia escapa de la llanura abisal, Aquaman se da cuenta de que Orm no usa el cetro reliquia para hundir la ciudad. Ya que la Zanja solo puede recibir órdenes del cetro reliquia, otra persona debe usarlo para manipular la guerra atlante. El cerebro detrás de todo se revela que es Vulko.
La Liga de la Justicia llega a combatir atlantes y la Zanja por igual, mientras Aquaman ataca a su hermano y trata de convencerlo de que Vulko es responsable de la guerra atlante. Sin embargo, Orm se niega a escuchar, creyendo que Aquaman ha sido corrompido por el mundo de la superficie. La Liga de la Justicia logra deshacerse de todos los detonadores de bombas en Boston, pero Orm trata de usar su casco de control para convocar un maremoto. El poder de Mera convierte la ola en agua dura para detenerla. Orm es derrotado por Aquaman, quien reclama el trono y toma el mando de los soldados atlantes engañados. La Zanja vuelve a casa y Vulko es enviado a un juicio atlante. Sin embargo, Orm se remite a Belle Reve por sus crímenes después de abdicar el trono y perder la inmunidad política en el proceso. Mientras es llevado, Aquaman le pide perdón a su hermano.
Después, el renegado atlante, Murk, hace planes para liberar a Orm - ahora conocido por los medios como el "Amo del Océano", un nombre que él desprecia - de Belle Reve. Mientras estaba en prisión, Orm es aconsejado por su abogado que debe declararse culpable de los cargos penales en su contra. Murk y otros atlantes llegan para liberar a Orm, pero regresan a casa cuando reciben un mensaje de que la Atlántida está bajo ataque.
Durante la historia de Forever Evil, Deathstorm y Power Ring invaden Belle Reve, matando al abogado de Orm. Durante la fuga de prisión de Belle Reve, Orm sale a reclamar su atuendo atlante cuando un guardia de la prisión gravemente herido pide ayuda; viendo que este guardia era el único que le mostró bondad, Orm lo mata para poner fin a su sufrimiento. Luego se encuentra con compañeros fugitivos que están atacando un restaurante de un pueblo pequeño, y aunque en un principio no le preocupa confrontarlos, una vez que dirigen su atención a él, él los elimina. Una empleada del restaurante llamada Erin desesperadamente le suplica a Orm que salve a su joven hijo Tommy, pero él se niega, y en su lugar vuelve al océano. Sin embargo, él cambia de opinión, regresando a mitad de su camino para salvarlo. A raíz del ataque, Orm ahora vive con Erin y Tommy, entreteniendo a este último con historias de la Atlántida. De repente, Orm es confrontado por el rey de Xebel, Nereo, que le ofrece la oportunidad de unirse a él para permitir que los reyes de los Siete Mares gobiernen la Tierra una vez más.

## Poderes y habilidades
Amo del Océano es un maestro de la manipulación mágica y puede utilizarla para muchos efectos incluyendo pernos mágicos y telepatía.
Después de hacer un pacto con el demonio Nerón, Amo del Océano ahora puede manipular cantidades aún mayores de energía mágica. El precio de esto, sin embargo, es una cara horriblemente desfigurada y recibió un tridente como un foco para su poder. Si Amo del Océano se separa del tridente, sufre un dolor insoportable. También lleva un casco que le permite respirar bajo el agua y una armadura especial que le permite resistir las presiones de las aguas profundas y le ofrece cierta resistencia a los ataques físicos.
En el reinicio de The New 52, se le ve usando un tridente que puede controlar el relámpago (referido como las tormentas) y un casco que le permitió controlar grandes cantidades de agua a los efectos del tsunami, chorros de agua y otros efectos poderosos. Este casco (o corona, como es llamado) fue destruido por Aquaman al golpear a Orm. Él luchó contra Aquaman bastante igual y parecía capaz de respirar bajo el agua como cualquier otro atlante.

## Otras versiones

### Flashpoint
En la línea de tiempo alternativa del evento Flashpoint, Amo del Océano ayuda a su hermano Aquaman en atacar al pirata Deathstroke. Después de que los eliminan, Amo del Océano intenta matar al líder Deathstroke, pero es detenido luego por su hermano, Aquaman, que los obliga a irse ya que tenía otro trabajo que hacer. Sin saberlo Aquaman, también se reveló que Orm fue uno de los responsables de la guerra entre los atlantes y amazonas, ya que había unido fuerzas con Artemis y la hermana de Hipólita, Pentesilea, para evitar la unión de las dos civilizaciones.
La trama terminó con la muerte de Hipólita, la madre de Diana, que recibió el golpe de Artemisa (destinado a Diana) en el día de la boda. Aquaman reasigna a Amo del Océano y Siren para asesinar a Terra en Nueva Temiscira. La misión fracasó, con Siren siendo asesinada por Pentesilea. Amo del Océano se reveló más tarde que había sido capturado por Wonder Woman, después de que ella lo vio besando a su tía, lo que la llevó a descubrir que la guerra entre los atlantes y las amazonas era un ardid planeado por ellos.
Más tarde, ellos dicen que planean detener cada uno de los poderes opuestos, es decir que serán considerados como héroes, y planean dominar el mundo juntos.

## En otros medios

### Televisión
- Orm (no usando el nombre de Amo del Océano, Marius o Curry) apareció en un episodio de Liga de la Justicia con la voz de Richard Green. En esta representación, es un atlante completo y un miembro de la corte real. Cuando Orm fue a la superficie, contrató a Deadshot para asesinar a Aquaman para poder reclamar el trono como suyo y tomó medidas contra los habitantes de la superficie al derretir los casquetes polares. Finalmente, fue derrotado por Aquaman y es dado por muerto después de caer por una cornisa. En el set de la primera temporada de DVD de la Liga de la Justicia Bruce Timm dijeron que consideraban traer de vuelta a Orm con su traje pero eliminaron la idea porque pensaban que el nombre "Amo del Océano" era demasiado cursi, así como tener que lidiar con traerlo de vuelta después de caer por el acantilado en su última aparición.

- Amo del Océano hace una aparición en la serie animada Batman: The Brave and the Bold con la voz de Wallace Langham. Aquí, el hermano de Aquaman Orm ha vuelto a la Atlántida después de que Aquaman le da una segunda oportunidad. Después de que un intento de asesinato contra la vida de Aquaman es frustrado por Batman, el Caballero Oscuro no se atreve a creer que Orm había pasado página. Más tarde, se revela que él está trabajando con Manta Negra para robar el trono de Aquaman, e incluso logra capturar a su hermano (poniéndose el manto de Amo del Océano durante el proceso). Manta Negra lo traiciona, llevándolos a dejar a un lado sus diferencias para salvar la Atlántida. Orm es encarcelado al final, y se ve obligado a escuchar cuentos de heroísmo de Aquaman (para disgusto de Orm). A pesar de lo sucedido, Orin le da a Orm una segunda oportunidad (porque "son familia").

- Amo del Océano aparece en Young Justice con la voz de Roger Craig Smith. En "Tiempo muerto", se revela que Aqualad captó la atención de Aquaman ayudándole en una batalla contra Amo del Océano. La identidad de Amo del Océano no se revela en el episodio, pero el príncipe Orm aparece más tarde y no muestra signos visibles de hostilidad hacia su hermano (que tenía en secreto como se revela en los cómics). Cuando Manta Negra ataca la Atlántida, Orm trabajó para proteger a la reina Mera. No obstante, Amo del Océano aparece en el episodio "Revelación", donde se revela que él es L-5 de "La Luz" (el Consejo de Administración del Proyecto Cadmus) que habló con Manta Negra al final de "Tiempo muerto". En "Viejos conocidos," Amo del Océano aparece con Ra's al Ghul, Lex Luthor, Abeja Reina, y Cerebro cuando atacan Cadmus y roban todos los clones. En "Alienado", se revela que Amo del Océano fue reemplazado en la Luz por Manta Negra después de haber perdido su posición debido a alguna desgracia no revelada.

### Películas

#### Animación
- Amo del Océano aparece en Justice League: The Flashpoint Paradox con la voz sin acreditar de James Patrick Stuart. En la realidad alterada creada inadvertidamente por Flash, Orm ayuda a su hermano Aquaman en la guerra entre los atlantes y las amazonas de la Mujer Maravilla. El Flash luego altera la línea de tiempo una vez más y crea una nueva realidad similar a la original.

- Amo del Océano aparece en Justice League: War con la voz sin acreditar de Steven Blum. Él aparece en una escena poscréditos en una nave atlante, sosteniendo el cuerpo de su rey y jurando venganza contra el mundo de la superficie por la muerte de la fauna marina, que él cree erróneamente que fue un ataque no provocado - en realidad, fue causado por la invasión de Darkseid.

- Amo del Océano aparece como el principal antagonista en la secuela de Justice League: War, Justice League: Throne of Atlantis, con la voz de Sam Witwer.[20] Al principio de la película, Orm y Manta Negra se reúnen con la reina Atlanna (madre de Orm) para convencerla de declarar la guerra al mundo de la superficie por la destrucción causada por el ataque de Darkseid. Después de que ella rechaza su propuesta, Orm le dice a Manta Negra de utilizar misiles (que sus hombres robaron de un submarino nuclear antes) cargados en su submarino para atacar la Atlántida, inculpando al mundo de la superficie. Orm y Manta Negra exigen que la reina lance una guerra por el presunto acto de terrorismo de la superficie. Sin embargo, la reina Atlanta todavía se niega a atacar y le dice a Manta que concerte una reunión con la Liga de la Justicia para discutir un tratado de paz. Después de que sus hombres no logran matar a su medio hermano, Aquaman, Orm mata a la reina Atlanta y usurpa el trono de la Atlántida, una vez que inculpa de nuevo a los humanos por matar a su madre. Como rey, Orm se pone su armadura y se convierte en el supervillano "Amo del Océano". Cuando Aquaman y la Liga de la Justicia llegan a la Atlántida para detenerlo, Amo del Océano los derrota y los captura, ofreciéndoles a la Zanja. Amo del Océano conduce su ejército atlante para hacer la guerra con la superficie, matando a muchos humanos en el proceso. La Liga de la Justicia logró liberarse y volver a la superficie para detener al ejército de Amo del Océano. A lo largo de la batalla, Amo del Océano derrotó fácilmente a toda la Liga de la Justicia hasta que solo quedó su medio hermano. Mientras Amo del Océano estaba a punto de matar a Aquaman, Cyborg difundió una grabación del Amo del Océano confesando el asesinato de su propia madre. Después de escuchar la verdad, los atlantes cesan su ataque mientras Aquaman noquea a Amo del Océano y se convierte en el nuevo rey de la Atlántida. En la escena poscréditos, Amo del Océano está encarcelado en la prisión de Belle Reve. Mientras Orm exige hablar con Aquaman, Lex Luthor aparece y declara que tiene una propuesta para él.

#### Universo extendido de DC
- Patrick Wilson interpreta a Orm Marius / Amo del Océano en el Universo extendido de DC.
  - Orm aparece como el antagonista central en la película Aquaman (2018).[21] Es el hermanastro más joven y completamente atlante de Arthur Curry y el segundo hijo de la reina Atlanna; Se pensó que Atlanna había sido sacrificada a La Trinchera hace años por el nacimiento ilegítimo de Arthur, y Orm culpó a Arthur por la supuesta muerte de su madre. Orm se presenta en la película como el Rey de la Atlántida, que busca gobernar los siete reinos submarinos y declarar la guerra al mundo de la superficie por la creencia de que la humanidad ha contaminado el océano.[22] Con este fin, Orm contrata al mercenario David Kane para usar un submarino nuclear para atacar a Atlantis, usando el ataque como pretexto para provocar una guerra total con la superficie. Arthur viaja a Atlantis con Mera en un intento de evitar la guerra, solo para que Orm supere a Arthur durante un reto de gladiador. Mientras Orm se prepara para matar a Arthur, Mera interfiere y ayuda a este último a escapar. Luego, Orm conquista cuatro de los siete reinos submarinos y se declara a sí mismo el Amo del Océano (que a diferencia de los cómics más que un simple nombre en clave, es un título nobiliario creado por Orm como gobernante supremo de esos siete reinos), donde mató al Rey Pescador Nico por rechazarlo y convenció a su hija para que se pusiera del lado de él. Cuando se trataba del Reino Brine, Orm casi mató al Rey Brine hasta que Arthur lo desafió con el tridente perdido del Rey Atlan, un arma que solo el verdadero Rey de la Atlántida puede manejar. Él y los atlantes se sorprenden de que Aquaman haya ganado el control de Karathen y de la Trinchera al romper las batallas. Los dos hermanos pelean una vez más y Arthur derrota a Orm en la superficie al romper el tridente de su padre con el tridente de Atlan. Arthur perdona la vida de Orm cuando aparece Atlanna. Mientras Orm se sorprende de que su madre esté viva, Atlanna afirma que ella ama a sus dos hijos. Al darse cuenta de su culpa, Orm se rinde y es retirado por los soldados atlantes como Nuidis Vulko les ordena que le den una "habitación con vista". Los guardias se lo llevan y Arthur le dice que "cuando quieras hablar, estaré listo para hablar".
  - Orm reapareció en la secuela Aquaman y el Reino Perdido (2023).[23]El aparece ahora siendo un prisionero en el Reino de los Desertores (prisión del Reino de los Pescadores), por haber matado a su rey. Tras el ataque a la Atlántida, Orm es liberado por Arthur para ayudarlo a encontrar donde se encuentra Kane, quién descubre que posee el tridente negro que fue creado por Kordax, el hermano del rey Atlan y gobernante del reino perdido de Necrus, quien fue encarcelado con magia de sangre luego de un intento fallido de usurpar el trono al ser contada por Orm, y al decir que Kordax podría ser liberado con la sangre de cualquiera de los descendientes de Atlan, como a él, Arthur, su madre Atlanna, hasta incluye al bebé de Arthur y Mera, al descubrir que ya fue secuestrado por Kane tras la destrucción del faro de Thomas. En Necrus, tras luchar contra Kane, Orm salva a Mera y a su bebé, al sujetar el tridente negro siendo poseído por Korvax y procede a luchar contra Arthur en usar su sangre para descongelar el hielo, liberando a Kordax. Siendo liberado y derrotar a Kordax y Kane, Orm, Arthur, Mera y Stephen Shin logran escapar. Orm es dejado en libertad por Arthur y Mera, y decirle al resto de la Atlántida que murió con la condición de permanecer oculto en la superficie.

### Videojuegos
- Amo del Océano aparece en DC Universe Online con la voz de Sandy McIlree. Él apareció como parte del evento de verano "Las mareas de la guerra". En la campaña de héroe, los jugadores son enviados por Oráculo para ayudar a Aquaman a prevenir que Amo del Océano se apodere de un puesto avanzado de la Atlántida cerca de Metrópolis. Después, los jugadores deben ayudar a la fuerza naval de Aquaman a abordar y destruir las fuerzas navales amotinadas de Amo del Océano en el estrecho de Little Bohemia. En la campaña de villano, los jugadores son enviados por Calculator para ayudar a Amo del Océano en su intento de golpe sobre Aquaman, ayudando a sus fuerzas a apoderarse de un puesto avanzado de la Atlántida cerca de Metrópolis. Después, los jugadores ayudan a la fuerza naval de Amo del Océano a abordar y destruir las fuerzas navales de Aquaman en el estrecho de Little Bohemia. Los amotinados de Amo del Océano consisten de Amotinados e Intendente de Motín.

- Amo del Océano es mencionado en Injustice: Gods Among Us. Cuando Aquaman es confrontado por el Aquaman alternativo en la Atlántida, el Aquaman alternativo le pregunta a Aquaman si trabaja para Amo del Océano o Manta Negra.

- Amo del Océano aparece como un jefe en Scribblenauts Unmasked: A DC Comics Adventure. Él es visto en el mundo "Atlántida" y en el nivel final peleando contra Aquaman. También se le puede ver en la historia de origen de Aquaman. Además, se puede crear en el juego en casi cualquier punto.

- Amo del Océano aparece como un jefe en la versión de DS de Batman the Brave and the Bold en la Atlántida.

- Amo del Océano es referenciado en Batman: Arkham Knight, en Chinatown hay un restaurante llamado "Ocean Master Sushi".

### Misceláneos
- En el cómic spin-off de Young Justice, la doble vida de Orm como Amo del Océano se confirmó en la edición 14. Amo del Océano interrogó a sus puristas atlantes en aterrorizar a los impuros atlantes mientras Aquaman está lejos. Antes de su ataque, Amo del Océano disipó su temor a Aqualad y les dijo que está listo. Cuando los puristas atlantes atacaron la Atlántida, Amo del Océano tenía a la Reina Mera a su merced.